# Dcraw
dcraw es una aplicación semilibre de código abierto (licenciado GPL v2, capaz de leer varios formatos RAW de imagen fotográfica y convertirlos en formatos PPM Y TIFF. Está escrito por Dave Coffin en ANSI C.

## Diseño
Dcraw ha venido siendo escrito por Dave Coffin en lenguaje ANSI C, por lo cual su naturaleza es multiplataforma. Debido a la naturaleza propietaria de los diversos formatos RAW, la ofuscación deliberada del código por algunos fabricantes y los procesos de licenciamiento necesarios para conocer las especificaciones de otros, Coffin ha realizado un proceso de ingeniería inversa, imprescindible para obtener las especificaciones necesarias para desarrollar el programa. Por esta misma razón, dcraw es frecuentemente actualizado para dar soporte a nuevos modelos de cámaras digitales, siendo ya varios cientos de modelos diferentes en la actualidad.

dcraw ha sido desarrollado a través de la filosofía Unix. El programa es una herramienta de línea de instrucciones, la cual toma una lista de archivos RAW para procesar, además de las opciones de imagen deseadas. Esto hace que dcraw sea fácil de utilizar desde consola, pero más difícil de utilizar desde programas externos, como recurrir a sus funciones de forma confiable y eficiente desde aplicaciones multihilo. dcraw es la base de diversas aplicaciones de procesamiento gráfico de alto nivel, como visores y convertidores, tanto libres como privativas/propietarias.

## Interfaces gráficas (GUI)
Hay diversas interfaces gráficas disponibles para dcraw. Estas aplicaciones utilizan dcraw como un motor para realizar el procesamiento de las imágenes RAW, y proveen una interfaz gráfica que permite ajustar las opciones de procesamiento de las mismas.
Aplicaciones Multiplataforma:
- RawTherapee
- UFRaw, una aplicación basada en GTK+ y una plugin de GIMP.
- iRAW, Interfaz gráfica libre basada en dcraw.
- LibRAW Biblioteca basada en dcraw.

Sistemas operativos tipo Unix:
- Rawstudio, programa basado en GTK+.
- dcraw-assist, una interfaz gráfica basada en KDE para dcraw e ImageMagick, la cual soporta perfiles de color ICC y está enfocada en publicación web y por lotes.
- digiKam

Mac OS X:
- dcRAW-X para Mac OS X
- RawTherapee (desde la versión 3.0)

Microsoft Windows:
- AZImage Convertidor por lotes e interfaz GUI que utiliza LibRAW Lite como decodificador.
- EasyHDR, utiliza dcraw para descomprimir archivos RAW.
- Helicon Filter, propietario, puede usar dcraw para decodificación de imágenes.
- RAWDrop, Interfaz gráfica para Windows.
- RawTherapee
- Konvertor utiliza dcraw para la lectura de archivos con formato RAW.

## Implementaciones alternativas
Existe una implementación en fase alpha, escrita en C# - dcraw.net